# Kreis (Habsburgermonarchie)
Ein Kreis war eine Verwaltungseinheit der Habsburgermonarchie zwischen 1748 und 1868.

## Geschichte

### Entstehung
Nach dem Verlust von Schlesien an Preußen stellte man fest, dass Friedrich II. viel höhere Steuereinnahmen aus dem Land herausholte, als die eigene Verwaltung zuvor imstande gewesen war. Mit Preußen als Vorbild wurden durch mehrere Verwaltungsreformen Maria Theresias und Josefs II. in den Jahren ab 1748 auch die alten Gebietseinteilungen in die neu geschaffenen Kreise übergeführt. Diese Reformen wurden von Maria Theresias Berater Graf Haugwitz eingeleitet und ab 1760 unter Staatskanzler Graf Kaunitz fortgeführt. Im Wesentlichen bewirkte die Bürokratisierung in Form von Kreisämtern eine Scheidung zwischen landesfürstlicher und ständischer Verwaltung, wodurch sich der Einfluss der Stände verringerte.
Der Ursprung der Kreisverwaltung lag in Böhmen, wo die Kreise als territoriale Einheiten (siehe böhmische Kreise) schon seit dem 14. Jahrhundert bestanden. Durch die Reform wurde nunmehr dieses System weiterentwickelt und auf die ganze Monarchie außer Ungarn ausgedehnt. In Österreich ob und unter der Enns sowie in der Steiermark wurden die alten Viertel als territoriale Grundlage der Kreise genommen (siehe dazu Niederösterreich#Gliederung in Viertel, oberösterreichische Kreise, Vierteleinteilung der Steiermark 1462).
Das ungarische Gegenstück waren die Komitate, die aber schon lange vorher bestanden und daher im Gegensatz zu den Kreisen vom lokalen Adel beherrscht wurden.
Im Lombardo-Venetschen Königreich gab es Delegationen, die den späteren italienischen Provinzen entsprechen.

### Nach 1848
Mit der Schaffung der Amtsbezirke bzw. der Bezirksämter im Zuge der Reformen nach 1848 übernahmen diese weitgehend die Aufgaben der Kreisämter. Diese bereits 1849 vom Innenminister Alexander von Bach im Rahmen einer Neuorganisation des Verwaltungsapparates vorgeschlagenen Reformen waren nötig, weil nach der Aufhebung der Leibeigenschaft vermehrt die einzelnen Bürger an die Behörden herangetreten waren. Die Kreisverwaltungen wurden damit zur zweiten Instanz der Amtsbezirke. Einige kleinere Kreise wurden daher auch aufgelöst oder zusammengelegt.
Auch wurden die Statutarstädte von der Kreisverwaltung ausgenommen, in ähnlicher Weise wie sie heutzutage nicht in die Bezirke einbezogen sind.

### Auflösung
Mit der Schaffung der politischen Bezirke im Jahr 1868, die auf die Dezemberverfassung von 1867 zurückgeht, wurde die Kreiseinteilung zwar aufgehoben und durch eine viel feiner gegliederte Bezirksteilung ersetzt, die neu geschaffenen Bezirkshauptmannschaften orientierten sich jedoch organisatorisch stark an den Kreisverwaltungen.

## Organisation
Mit den Kreisämtern gab es erstmals eine Verwaltungsebene, die zwischen den Grundherrschaften bzw. den landesfürstlichen Städten und der kaiserlichen Hofkammer (bzw. in den Kronländern den Gubernialverwaltungen) lag. An der Spitze jedes Kreises stand ein Kreishauptmann, dessen Beamte mit genau definierten Aufgabengebieten betraut waren, was in finanziellen Fragen eine weitgehende Entmachtung der Stände bedeutete. Die Kreisämter waren die unterste Instanz über alles, was in den Bereich politische Verwaltung fiel. Damit war die unmittelbare Aufsicht im Steuerwesen verbunden, ebenso das Konskriptions- und Rekrutierungssystem, die Aufsicht über die Schulen und Armenhäuser, die Überwachung der einzelnen Gemeinden und der Schutz der Bauern vor dem Grundherrn. Die Kreishauptleute waren verpflichtet, die Kreise zumindest einmal jährlich zu bereisen oder durch die Kommissäre visitieren zu lassen. Hierfür bezogen die Kreishauptleute ein staatliches Gehalt, durften aber keine anderen herrschaftlichen oder ständischen Ämter ausüben und waren an Weisungen gebunden.
Den Kreisämtern übergeordnet waren die Gubernien.

## Nachwirkungen
Trotz zahlreicher Reformen erkennt man in den 39 Regionalwahlkreisen immer noch grob die Kreiseinteilung aus der Monarchie. Auch die Sprengel der Kreisgerichte (nunmehr: Landesgerichte) entsprechen im Wesentlichen denen der ehemaligen Kreisämter. Ebenso ist die Unterteilung in 35 NUTS3-Regionen lose an der Kreiseinteilung ausgerichtet.

## Liste der Kreise
Nachfolgend eine Liste der Kreise und Statutarstädte in den nicht-ungarischen (im späteren Sprachgebrauch cisleithanischen) Ländern der Monarchie, Stand 1854:
- Königreich Böhmen (tschechische Namen kursiv)
  - Stadt Prag (Praha)
  - Kreis Prag, 1849 gebildet aus:
    - Kreis Beraun (Beroun)
    - Kreis Kaurim (Kouřim)
    - Kreis Rakonitz (Rakovník)

  - Kreis Budweis (České Budějovice)
  - Kreis Bunzlau (Mladá Boleslav)
  - Kreis Chrudim
  - Kreis Časlau (Čáslav)
  - Kreis Eger (Cheb), vor 1849 Kreis Elbogen (Loket)
  - Kreis Gitschin (Jičín), vor 1849 Kreis Bidschow (Nový Bydžov)
  - Kreis Königgrätz (Hradec Kralové)
  - Kreis Leitmeritz (Litoměřice)
  - Kreis Pilsen (Plzeň)
  - Kreis Písek, vor 1849 Kreis Prachin (Prácheň)
  - Stadt Reichenberg (Liberec)
  - Kreis Saaz (Žatec)
  - Kreis Tábor
  - bis 1848: Kreis Klattau (Klatovy)

- Markgrafschaft Mähren (tschechische Namen kursiv)
  - Stadt Brünn (Brno)
  - Kreis Brünn
  - Kreis Iglau (Jihlava)
  - Stadt Kremsier (Kroměříž)
  - Kreis Neutitschein (Nový Jičín), vor 1848: Kreis Prerau (Přerov)
  - Stadt Olmütz (Olomouc)
  - Kreis Olmütz
  - Stadt Ungarisch Hradisch (Uherské Hradiště)
  - Kreis Hradisch
  - Stadt Znaim (Znojmo)
  - Kreis Znaim

- Herzogtum Ober- und Niederschlesien (Österreichisch Schlesien) (tschechische Namen kursiv)
  - Stadt Troppau (Opava)
  - Kreis Troppau
  - Stadt Bielitz (heute ein Teil von Bielsko-Biała)
  - Stadt Friedeck (heute ein Teil von Frýdek-Místek)
  - Kreis Teschen (Těšín, poln. Cieszyn)

- Erzherzogtum Österreich unter der Enns
  - Stadt Wien
  - Kreis Ober dem Manhartsberg
  - Kreis Ober dem Wienerwald
  - Kreis Unter dem Manhartsberg
  - Kreis Unter dem Wienerwald
  - Stadt Waidhofen an der Ybbs
  - Stadt Wiener Neustadt

- Erzherzogtum Österreich ob der Enns[4]
  - Stadt Linz
  - Hausruckkreis
  - Innkreis
  - Mühlkreis
  - Stadt Steyr
  - Traunkreis

- Herzogtum Salzburg
  - Stadt Salzburg
  - Salzburgkreis

- Herzogtum Steiermark (slowenische Namen kursiv)
  - Stadt Graz
  - Kreis Graz
  - Kreis Bruck
  - Stadt Marburg an der Drau (Maribor)
  - Kreis Marburg
  - Stadt Pettau (Ptuj)
  - bis 1848: Cillier Kreis (Celje)
  - bis 1848: Kreis Judenburg

- Herzogtum Kärnten
  - Stadt Klagenfurt
  - Kreis Klagenfurt

- Herzogtum Krain (slowenische Namen kursiv)
  - Stadt Laibach (Ljubljana)
  - Kreis Laibach
  - bis 1848: Kreis Adelsberg (Postojna)
  - bis 1848: Kreis Neustädtl (Novo mesto)

- Küstenland (italienische / slowenische oder kroatische Namen kursiv)
  - Stadt Triest (Trieste / Trst)
  - Stadt Görz (Gorizia / Gorica)
  - Kreis Görz
  - Kreis Istrien (Istria / Istra)
  - Stadt Rovigno (Rovinj)

- Gefürstete Grafschaft Tirol mit Vorarlberg (italienische Namen kursiv)
  - Stadt Innsbruck
  - Kreis Innsbruck, 1849 gebildet aus:
    - Kreis Oberinntal oder Imster Kreis
    - Kreis Unterinntal oder Schwazer Kreis

  - Stadt Bozen
  - Kreis Brixen, 1849 gebildet aus:
    - Kreis Pustertal oder Brunecker Kreis
    - Etschkreis oder Bozener Kreis

  - Kreis Bregenz
  - Stadt Rovereto
  - Stadt Trient (Trento)
  - Kreis Trient
  - bis 1848: Kreis Rovereto

- Königreich Galizien mit Bukowina (ukrainische oder polnische Namen kursiv)
  - Stadt Lemberg (Lwiw)
  - Kreis Lemberg
  - Kreis Bochnia
  - Kreis Brzeżan (Bereschany)
  - Kreis Bukowina
  - Stadt Czernowitz (Tscherniwzi)
  - Kreis Czortków (Tschortkiw)
  - Kreis Jasło
  - Kreis Kolomea (Kolomyja)
  - Stadt Krakau (poln. Kraków)
  - Kreis Krakau
  - Kreis Przemyśl
  - Kreis Rzeszów
  - Kreis Sambor
  - Kreis Sandec (poln. Sącz)
  - Kreis Sanok
  - Kreis Stanislau (heutiger Name der Kreishauptstadt: Iwano-Frankiwsk)
  - Kreis Stryj
  - Kreis Tarnopol (Ternopil)
  - Kreis Tarnów
  - Kreis Wadowice
  - Kreis Zamość (bis 1809)
  - Kreis Złoczów (Solotschiw)
  - Kreis Żółkiew (Schowkwa)

- Königreich Dalmatien (kroatische Namen kursiv)
  - Kreis Zara (Zadar)
  - Kreis Cattaro (Kotor)
  - Kreis Ragusa (Dubrovnik)
  - Kreis Spalato (Split)